# Bénarville
Bénarville és un municipi francès situat al departament del Sena Marítim i a la regió de Normandia. L'any 2007 tenia 237 habitants.

## Demografia

### Població
El 2007 la població de fet de Bénarville era de 237 persones. Hi havia 76 famílies de les quals 8 eren unipersonals (8 homes vivint sols), 16 parelles sense fills, 44 parelles amb fills i 8 famílies monoparentals amb fills.
La població ha evolucionat segons el següent gràfic:
Habitants censats

### Habitatges
El 2007 hi havia 93 habitatges, 79 eren l'habitatge principal de la família, 10 eren segones residències i 4 estaven desocupats. 91 eren cases i 1 era un apartament. Dels 79 habitatges principals, 62 estaven ocupats pels seus propietaris i 17 estaven llogats i ocupats pels llogaters; 3 tenien dues cambres, 9 en tenien tres, 27 en tenien quatre i 40 en tenien cinc o més. 55 habitatges disposaven pel capbaix d'una plaça de pàrquing. A 33 habitatges hi havia un automòbil i a 41 n'hi havia dos o més.

### Piràmide de població
La piràmide de població per edats i sexe el 2009 era:
| Homes | Edats   | Dones |
| ----- | ------- | ----- |
| 0     | 95 o +  | 0     |
| 0     | 90 a 94 | 0     |
| 0     | 85 a 89 | 0     |
| 0     | 80 a 84 | 0     |
| 0     | 75 a 79 | 4     |
| 4     | 70 a 74 | 4     |
| 4     | 65 a 69 | 4     |
| 4     | 60 a 64 | 4     |
| 12    | 55 a 59 | 8     |
| 4     | 50 a 54 | 8     |
| 12    | 45 a 49 | 0     |
| 0     | 40 a 44 | 16    |
| 12    | 35 a 39 | 4     |
| 8     | 30 a 34 | 8     |
| 12    | 25 a 29 | 0     |
| 0     | 20 a 24 | 4     |
| 4     | 15 a 19 | 12    |
| 4     | 10 a 14 | 4     |
| 0     | 5 a 9   | 8     |
| 8     | 0 a 4   | 4     |

## Economia
El 2007 la població en edat de treballar era de 154 persones, 104 eren actives i 50 eren inactives. De les 104 persones actives 97 estaven ocupades (61 homes i 36 dones) i 7 estaven aturades (2 homes i 5 dones). De les 50 persones inactives 14 estaven jubilades, 11 estaven estudiant i 25 estaven classificades com a «altres inactius».

### Ingressos
El 2009 a Bénarville hi havia 81 unitats fiscals que integraven 233,5 persones, la mediana anual d'ingressos fiscals per persona era de 14.109 €.

### Activitats econòmiques
Dels 4 establiments que hi havia el 2007, 2 eren d'empreses de comerç i reparació d'automòbils, 1 d'una empresa immobiliària i 1 d'una entitat de l'administració pública.
L'any 2000 a Bénarville hi havia 5 explotacions agrícoles que ocupaven un total de 465 hectàrees.

## Equipaments sanitaris i escolars
El 2009 hi havia una escola elemental integrada dins d'un grup escolar amb les comunes properes formant una escola dispersa.

## Poblacions més properes
El següent diagrama mostra les poblacions més properes.